# Olga Taussky-Todd
Olga Taussky-Todd (30 de agosto de 1906-7 de octubre de 1995) fue una matemática austrohúngara de origen judío, que adoptó la nacionalidad estadounidense en 1953, experta en Teoría de Números y Teoría de Matrices.

## Biografía
Nació en Olomouc en 1905 bajo el Imperio austrohúngaro (hoy República Checa). Con siete años de edad, su familia se trasladó a Viena y en 1916 se instaló definitivamente en Linz, donde su padre es contratado como director en una fábrica de vinagre.
Estudió matemáticas en la Universidad de Londres, doctorándose en teoría de números en 1930, bajo la influencia del matemático Kurt Gödel. En 1931, obtuvo plaza de ayudante en la Universidad de Göttingen, donde conocerá a la algebrista Emmy Noether que, junto a Gödel, influirá notablemente en sus investigaciones. Completó su formación con un posgrado en el Bryn Mawr College de Pensilvania (EE. UU., 1934-1935). Al igual que su amiga Emmy Noether, el origen judío de Olga Taussky hizo que huyera de Austria ante la presión nazi y emigrara a Gran Bretaña en 1934. En 1937, se incorporó a la Universidad de Londres, donde conoció al matemático John Todd con quien se casó en 1938, uniendo a su apellido el de su esposo, y publicando numerosos artículos juntos.
Entre 1943 y 1947 trabajó como ingeniera de aviones en el Laboratorio Nacional de Física (NPL) de Londres. Allí, Olga Taussky investigó sobre las vibraciones producidas en las alas de los aviones supersónicos (o el fenómeno de la aeroelasticidad llamado fluttering), y pudo simplificar muchos cálculos a través de ecuaciones diferenciales utilizando matrices, especialmente aplicando el olvidado teorema de Gerschgorin.
En 1947 emigró a Estados Unidos, adoptando su nacionalidad en 1953 y, tras trabajar como asesora matemática en Washington, en 1957 fue nombrada profesora en el Instituto Tecnológico de California, siendo la primera mujer en conseguirlo.
Publicó más de 200 artículos sobre álgebra, sobre todo en teoría de números. Olga Taussky-Todd es una figura clave en el desarrollo de Teoría de Matrices y de desarrollo de la computación. Uno de sus monografías más conocidas es Many aspects of Pythagorean Triangles. Recibió numerosas condecoraciones, como la Cruz de Honor de Austria.
Murió en Pasadena, California (EE. UU.)

## Obra

### Algunas publicaciones
- How I became a torchbearer for matrix theory, Am. Mathematical Monthly 95, 1988

- Sums of squares, Am. Mathematical Monthly 77, 1970

- A recurring theorem on determinants, Am. Mathematical Monthly 56, 1949